# 개도 (여수시)
개도(蓋島)는 대한민국 전라남도 여수시 화정면 개도리에 있는 섬으로, 화정면에서 가장 크다.

## 교통
개도대교(월호도와 연결)와 제도대교(제도와 연결)가 완공되면 국도 제77호선과 지방도 제863호선이 지나갈 예정이다. 로 급 이상 도로는 개도중앙1로와 개도중앙2로가 있으며, 항구는 화산항, 여석항, 모전항이 있다.